# Eisarena Salzburg
Eisarena Salzburg är en inomhusarena avsedd för sportevenemang, som ligger belägen i Österrikes fjärde största stad Salzburg. Arenan byggdes år 1960 och har en kapacitet på 3 400 personer. Den är också hemmaarena för ett antal ishockeylag, inklusive ishockeylaget EC Red Bull Salzburg i Österrikiska ishockeyligan, Red Bull Hockey Juniors i Alps Hockey League, EC Oilers Salzburg i Oberliga och DEC Salzburg Eagles i Dameneishockey Bundesliga (DEBL).